# Liste des conseillers d'État du canton de Zoug
 (octobre 2022).
Si vous disposez d'ouvrages ou d'articles de référence ou si vous connaissez des sites web de qualité traitant du thème abordé ici, merci de compléter l'article en donnant les références utiles à sa vérifiabilité et en les liant à la section « Notes et références ».
Cette page présente la liste des conseillers d'État du canton de Zoug. 

## Législature 2019-2022
- Florian Weber
- Martin Pfister
- Andreas Hostettler
- Stephan Schleiss
- Heinz Tännler
- Beat Villiger
- Silvia Gut-Thalmann

## Législature 2015-2018
- Urs Hürlimann
- Martin Pfister
- Matthias Michel
- Stephan Schleiss
- Heinz Tännler
- Beat Villiger
- Manuela Weichelt-Picard

## Législature 2011-2014
- Joachim Eder
- Peter Hegglin
- Matthias Michel
- Stephan Schleiss
- Heinz Tännler
- Beat Villiger
- Manuela Weichelt-Picard